# Stefan Paas
Steven (Stefan) Paas (Apeldoorn, 17 september 1969) is een Nederlands theoloog en publicist. Hij is hoogleraar missiologie en interculturele theologie aan de Vrije Universiteit Amsterdam en hoogleraar missiologie aan de Theologische Universiteit Kampen. Publieke bekendheid verwierf Paas als 'Theoloog des Vaderlands' in 2018 en als vaste gast van de populaire podcast De ongelooflijke podcast, die op NPO Radio 1 wordt uitgezonden met journalist David Boogerd.

## Biografie
Stefan Paas werd geboren als zoon van Steven Paas (1942), een christelijk-gereformeerde theoloog en oud-zendeling die eveneens diverse boeken publiceerde.
Paas volgde tussen 1988 en 1993 de studie theologie aan de Universiteit Utrecht, waar hij in 1993 cum laude afstudeerde Aansluitend verrichtte hij promotieonderzoek naar de scheppingsvoorstellingen bij enkele Bijbelse profeten. Hij promoveerde bij Bob Becking. Hij werkte onderwijl als leraar godsdienst aan De Heemgaard, een christelijke scholengemeenschap in Apeldoorn.
Na zijn promotie in 1998 kreeg hij bij de Christelijke Gereformeerde Kerken een functie als evangelisatieconsulent. Daarna kwam hij te werken als missionair opbouwwerker bij het gemeenteproject Via Nova (van 2005 tot einde 2008) in Amsterdam. Van 2006 tot 2010 was hij als lector gemeenteopbouw verbonden aan de Christelijke Hogeschool Ede.
Vanaf 2010 is hij docent missiologie aan het Center for Evangelical and Reformation Theology (CERT) aan de Vrije Universiteit Amsterdam. 

### Hoogleraarschap
Per 1 januari 2009 ging hij voor 50% werken als universitair docent missiologie aan de Theologische Universiteit Kampen. Per 31 augustus 2010 ging hij voor 50% werken als bijzonder hoogleraar kerkplanting en kerkvernieuwing in een seculiere context aan de Vrije Universiteit (J.H. Bavinckleerstoel). Deze bijzondere leerstoel gaat uit van het CERT.
De benoeming van Paas in Kampen lag gevoelig in de Gereformeerde Kerken vrijgemaakt, waaraan de Theologische Universiteit verbonden is. Hem werd bij zijn aanstelling in 2009 door een aantal predikanten uit dit kerkgenootschap verweten dat hij in zijn dissertatie uit 1998 (Schepping en oordeel) te weinig erkenning voor het gezag van de Schrift naar voren had gebracht. Zij vroegen de Theologische Universiteit zijn benoeming ongedaan te maken. De generale synode van Harderwijk sprak echter in 2011 uit dat de benoeming van Paas terecht was. Met ingang van 2012 heeft Stefan Paas een vaste aanstelling in Kampen.
Met ingang van 1 september 2014 is hij (naast zijn bijzondere leerstoel aan de Vrije Universiteit) benoemd tot (halftijds) hoogleraar missiologie aan de Theologische Universiteit in Kampen, met bijzondere aandacht voor het geseculariseerde Westen. Deze laatste functie aanvaardde hij met zijn inaugurele rede op 8 december 2014.
Zijn bijzondere leerstoel aan de Vrije Universiteit is per 1 september 2015 omgezet in een gewone leerstoel Missiologie en Interculturele Theologie. Deze post bekleedt hij in een halftijdsaanstelling, naast de leerstoel in Kampen. Per april 2018 is hij ook benoemd als directeur van een nieuw onderzoekscentrum met de naam Kerk en Missie in de westerse wereld.

## Waardering
Paas is enige malen bekroond als auteur. Voor zijn politiek-theologische studie Vrede Stichten: Politieke meditaties (2007) ontving hij de A.F. de Savornin Lohmanprijs van de Vrije Universiteit.
Met filosoof Rik Peels schreef hij God bewijzen: Argumenten voor en tegen geloven (2013) over geloof in God als "een normale en redelijke optie voor normale en redelijke mensen". Voor dit boek ontvingen Peels en hij de Theologie Publicatieprijs 2014.
In 2018 werd Stefan Paas uitgeroepen tot Theoloog des vaderlands tijdens de Nacht van de Theologie. Eind 2024 werd tijdens de Nacht van de Theologie zijn boek Vrede op aarde uitgeroepen tot beste theologische boek van dat jaar.

## Publicaties
- Schepping en oordeel: Scheppingsteksten bij enkele profeten uit de achtste eeuw voor Christus (Groen: Heerenveen 1998). Dissertatie, verdedigd aan de Universiteit Utrecht.
  - In het Engels verschenen als Creation and Judgement: Creation Texts in Some Eighth Century Prophets, Old Testament Studies (Brill: Leiden 2003).
- Jezus als Heer in een plat land: Op zoek naar een Nederlands evangelie (Boekencentrum: Zoetermeer 2001). [1]
- De werkers van het laatste uur: De inwijding van nieuwkomers in het christelijk geloof en in de christelijke gemeente (Boekencentrum: Zoetermeer 2003).
- Vrede stichten: Politieke meditaties (Boekencentrum: Zoetermeer 2007).
- Met Gerrit Noort, Henk de Roest en Sake Stoppels, Als een kerk opnieuw begint: Handboek voor missionaire gemeenschapsvorming (Boekencentrum: Zoetermeer 2008).
- Met Gert-Jan Roest en Siebrand Wierda, Geloven in de marge: De eerste brief aan Korinte (Boekencentrum: Zoetermeer 2008).
- Met Siebrand Wierda, Zinvol leven: Prediker (Boekencentrum: Zoetermeer 2009).
- Met Siebrand Wierda, Ontworteld: Daniël 1-6 (Boekencentrum: Zoetermeer 2011).
- Met o.a. Jan Hoek (red.), Handboek voor de hbo-theoloog (Boekencentrum: Zoetermeer 2011).
- Met Pieter Boersema (red.), Onder spanning: Een veelzijdige kijk op veranderingen in kerk en samenleving (Kok: Kampen 2011).
- Met Gert-Jan Roest en Siebrand Wierda, Eten met Jezus: Bijbelstudies over maaltijden in Lucas (Boekencentrum: Zoetermeer 2012).
- Met Rik Peels, God bewijzen: Argumenten voor en tegen geloven (Balans: Amsterdam 2013). [1]
- Met Dirk Griffioen (red.), Gereformeerde zending in de 21e eeuw. Contextualisatie, elenctiek, oecumenica (De Vuurbaak: Barneveld 2015).
- Met Gert-Jan Roest, Komedie in vier bedrijven: Bijbelstudies over Jona (Boekencentrum: Zoetermeer 2015).
- Vreemdelingen en priesters: Christelijke missie in een postchristelijke omgeving (Boekencentrum: Zoetermeer 2015) [1]
- Church Planting in the Secular West: Learning from the European Experience (Eerdmans: Grand Rapids 2016)
- Met Gerrit Noort en Kyriaki Avtzi (red.), Sharing Good News: Handbook on Evangelism in Europe (World Council of Churches: Geneva 2017)
- Met Gert-Jan Roest, Vreemde vogels: Bijbelstudies over Petrus (Boekencentrum: Zoetermeer 2017)
- Zoeken naar het goede leven?: De toekomst van de theologie (KokBoekencentrum: Utrecht, 2019) [1]
- Vrede op aarde: Over heil en redding in deze tijd (KokBoekencentrum: Utrecht, 2023) [1]
- De weg van vrede. Een rondleiding door het christelijk geloof (KokBoekencentrum: Utrecht, 2025)

Paas schrijft verder een maandelijks commentaar voor het opinietijdschrift De Nieuwe Koers en is te horen als vaste gast in De Ongelooflijke Podcast van de Evangelische Omroep. Deze podcast heeft anno 2024 reeds bijna 200 uitzendingen, 5 miljoen streams en wordt op NPO Radio 1 uitgezonden.